# Agroecología

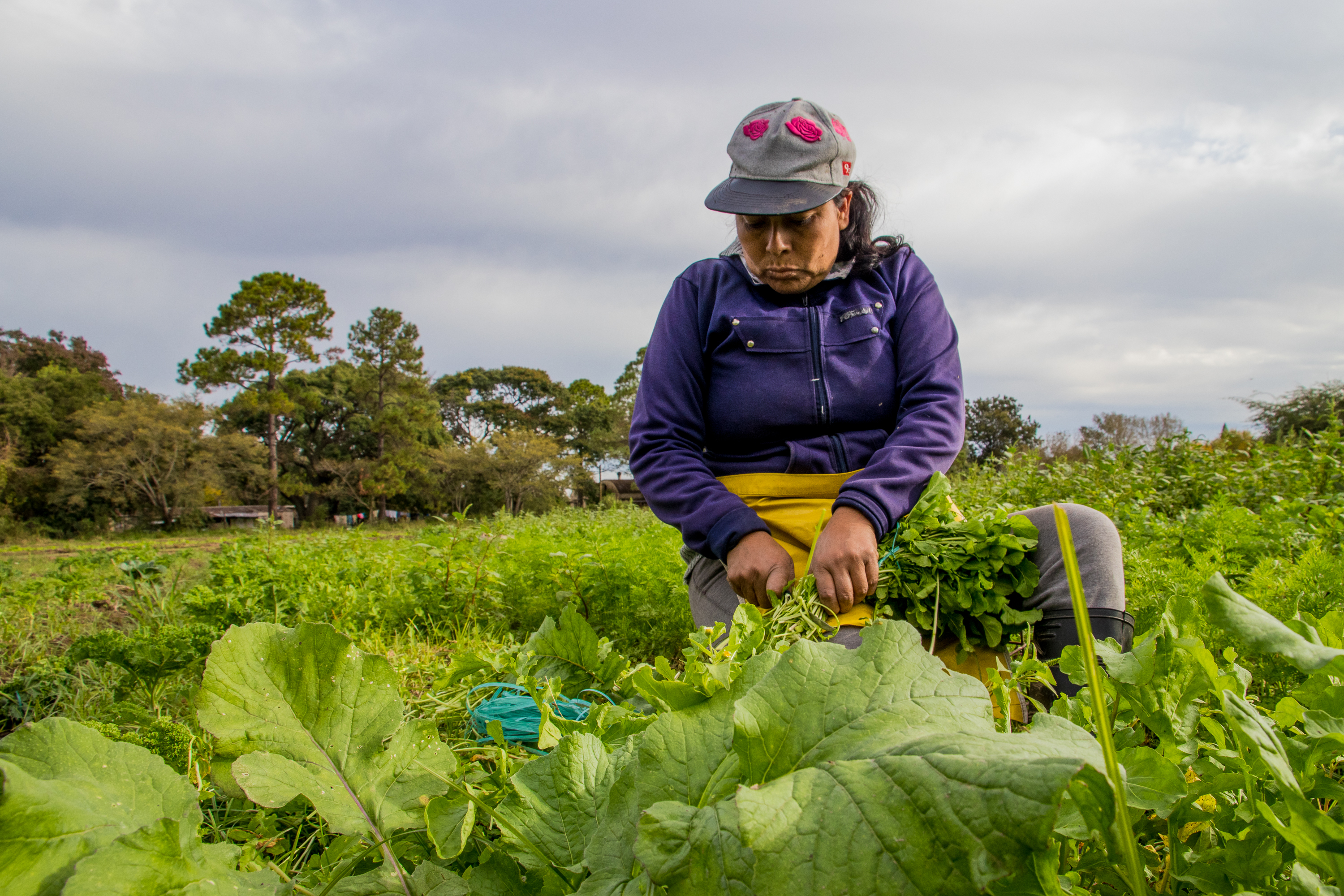
mujer campesina realizando sus tareas en el campo agroecológica en ARGENTINA

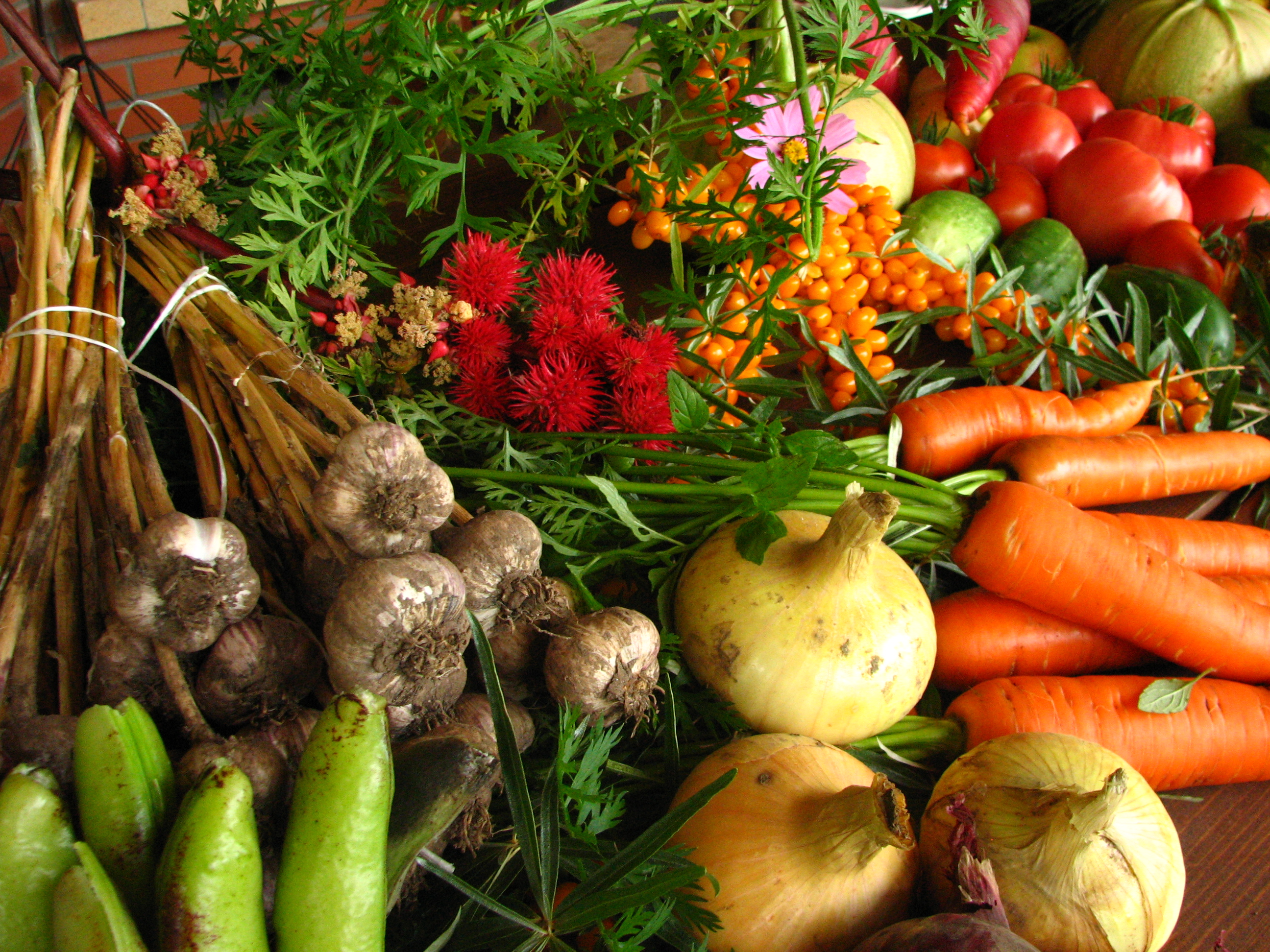
Verduras y plantas ornamentales provenientes de la agricultura sostenible

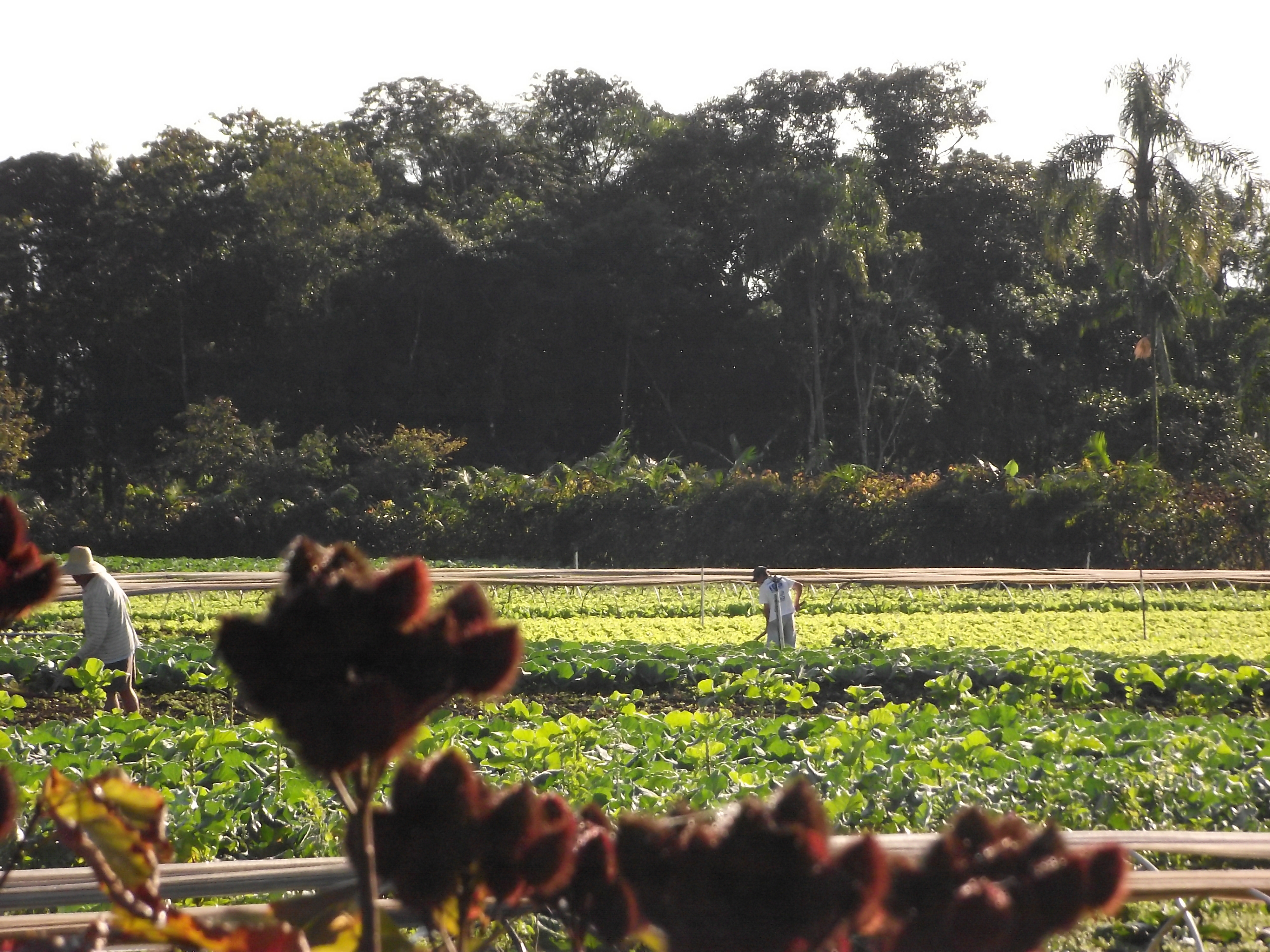
Vista de una mañana en un campo que emplea la agroecología como práctica de producción agrícola.

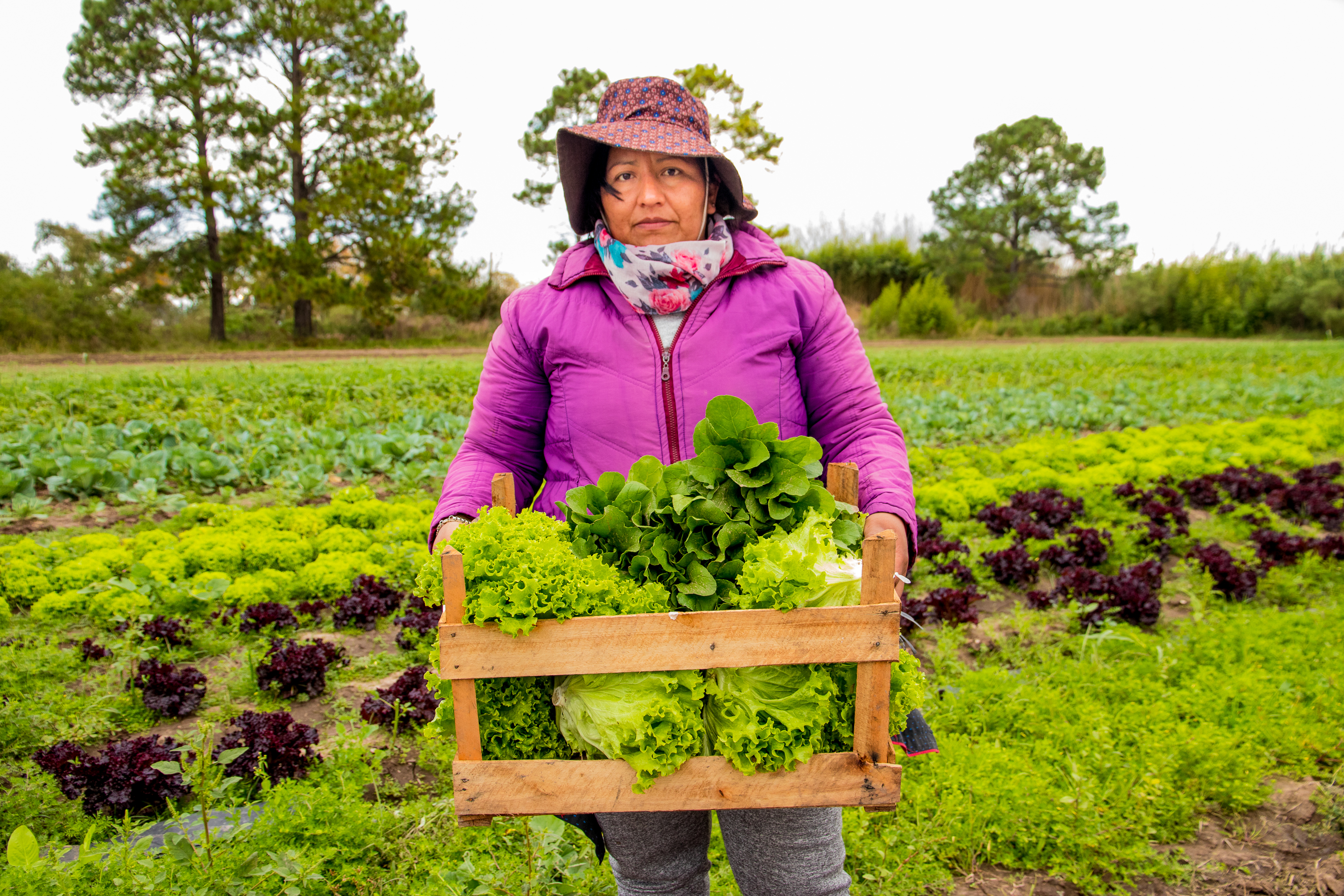
Mujer campesina realizando sus tareas en un campo de producción agroecológica en Argentina.

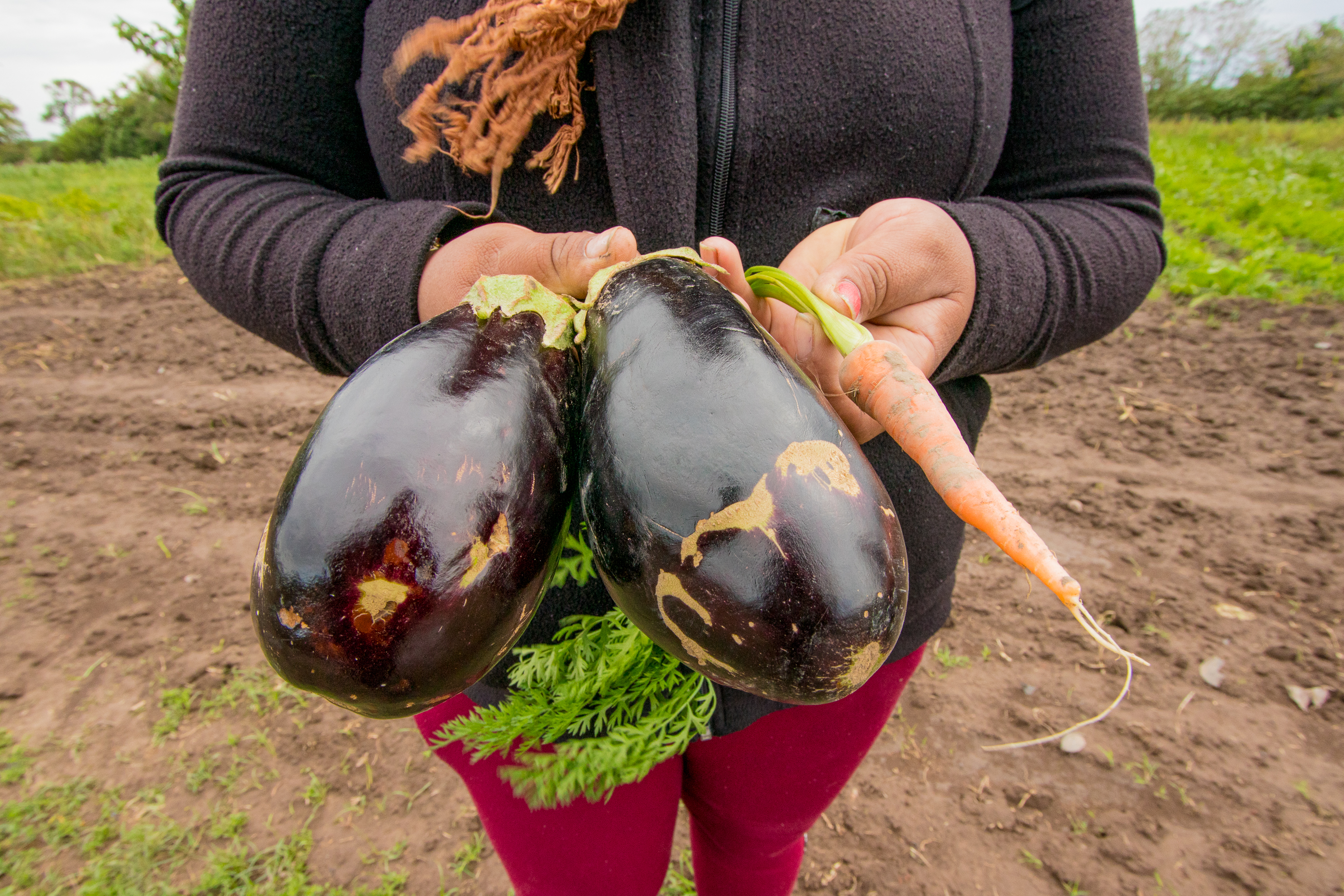
Mujer mostrando su producción de berenjenas, en un campo de Argentina

La agroecología es definida como «la ciencia, el movimiento y la práctica» de la aplicación de los procesos ecológicos en los sistemas de producción agrícola. Su unidad básica de estudio son los agroecosistemas, incluyendo sus componentes socioculturales, económicos, técnicos y ecológicos, no solo con el objetivo de maximizar la producción, sino también de optimizarla. Como disciplina, la agroecología integra también el conocimiento ecológico tradicional procedente de las experiencias de agricultores familiares de comunidades indígenas y campesinas. Por lo tanto, la base de conocimiento de la agroecología se constituye a través de la sistematización y consolidación de saberes y prácticas, convirtiendo el conocimiento tradicional empírico en conocimientos metodológicos con bases científicas, apuntando a la sociodiversidad y a una agricultura ambientalmente sostenible, económicamente eficiente y socialmente justa. 
La agroecología se basa en la aplicación de principios que combinan valores ecológicos y sociales, cuya aplicación se adapta a distintos contextos socio-ecológicos y también a distintas escalas, desde la muy pequeña para el autoconsumo hasta la gran escala, incluyendo el nivel de paisaje. La agroecología tiene como principio fundamental la agrobiodiversidad, pues a partir de ella es posible el restablecimiento y fortalecimiento de las funciones ecológicas que mantienen la resiliencia ecológica y social de los sistemas productivos. Los procesos ecológicos y sociales que desencadena la producción agroecológica la posicionan como una estrategia para el cambio transformativo en la alimentación sustentable, incluyendo en crisis contemporáneas como pandemias. Según la Organización de la Naciones Unidas para la Alimentación y la Agricultura (FAO), la agroecología "trata de optimizar las interacciones entre las plantas, los animales, los seres humanos y el medio ambiente, al mismo tiempo que aborda la necesidad de sistemas alimentarios socialmente equitativos en los que las personas puedan elegir lo que comen, cómo y dónde se produce".

## Teorías

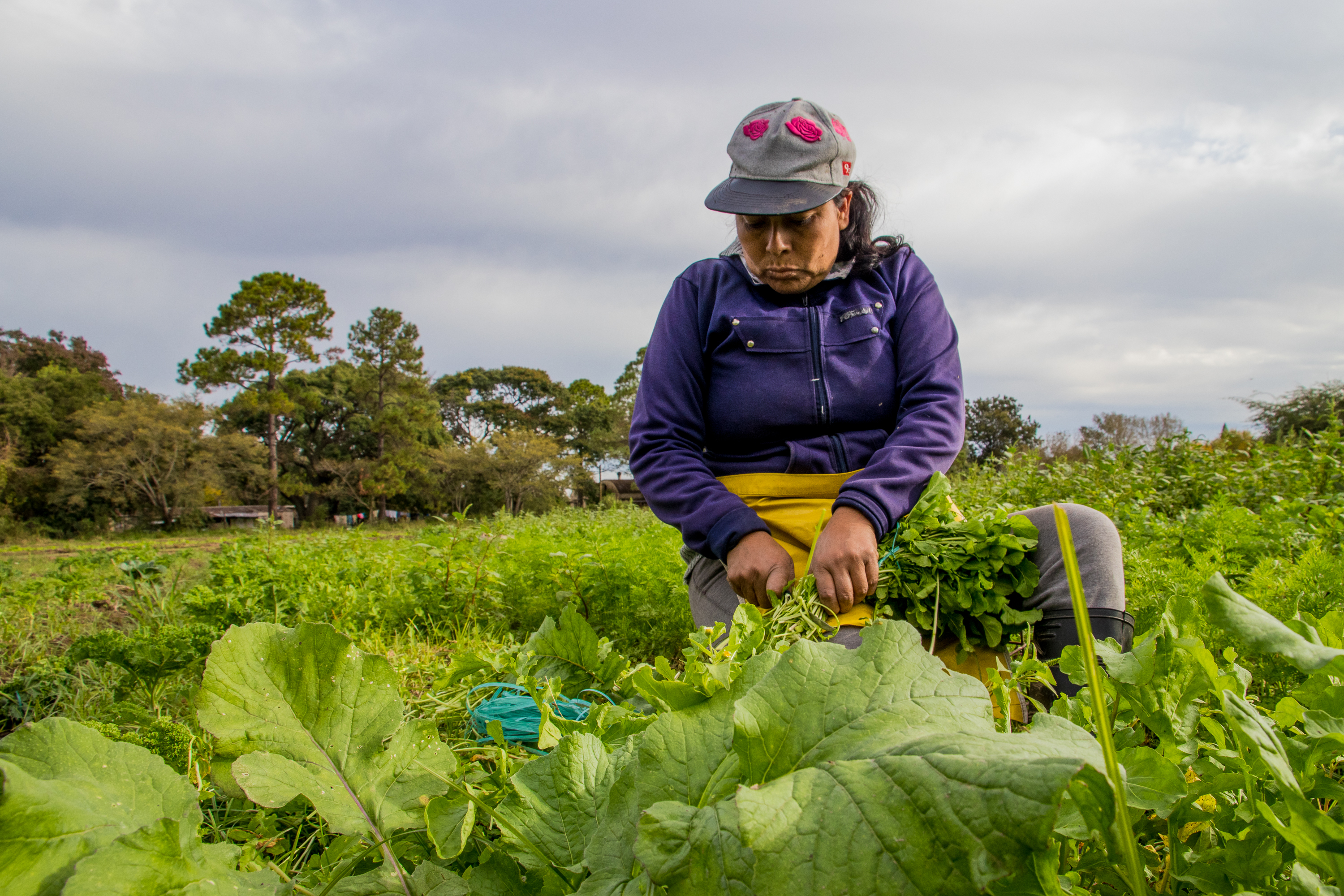
Mujer campesina realizando sus tareas en un campo de producción agroecológica en Argentina

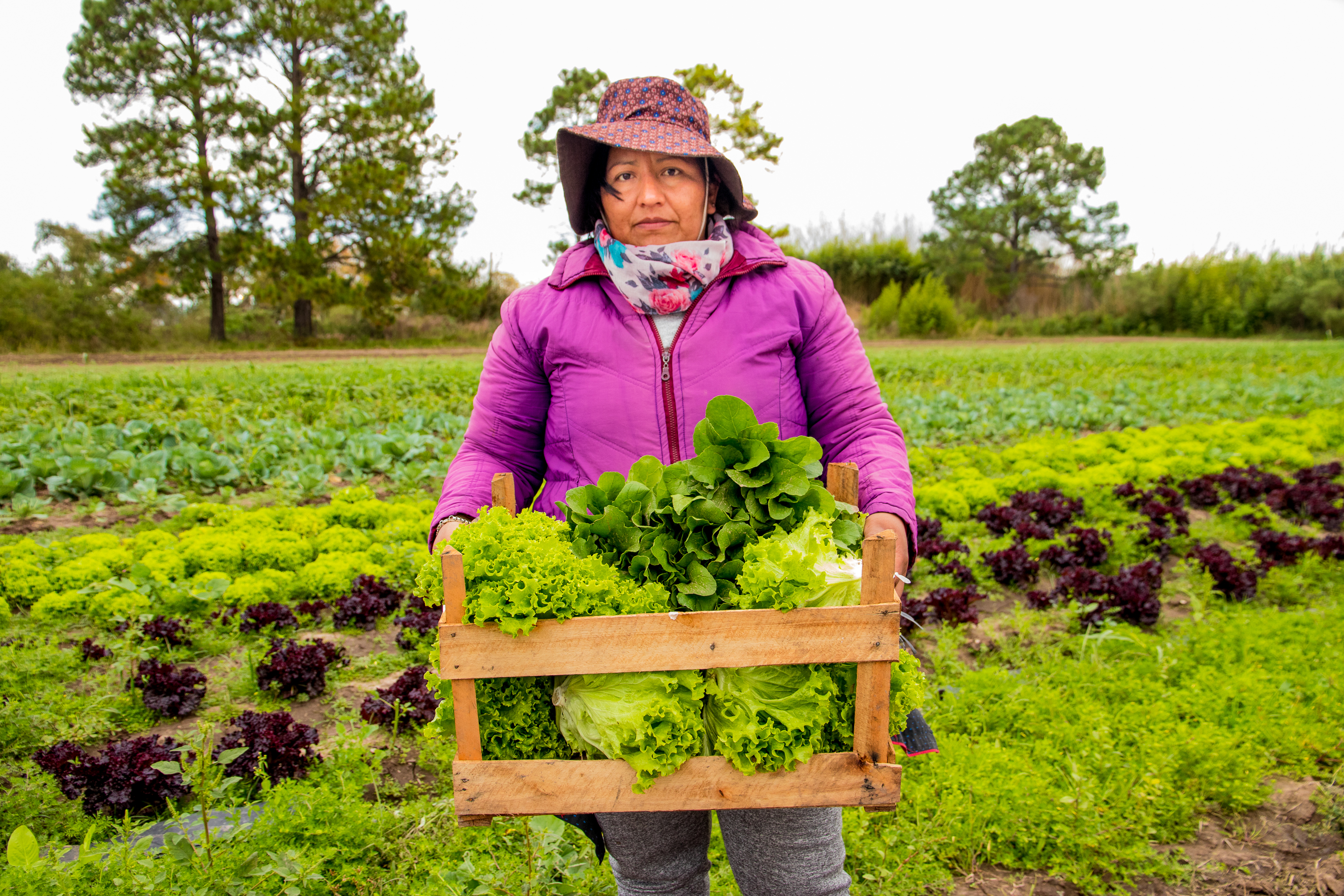
Mujeres trabajadoras de la tierra en Argentina

La agroecología plantea desde su nacimiento la necesidad de un enfoque múltiple, que hace gala de una visión holística, integrando ideas y métodos de varias disciplinas; muy en la línea de la teoría general de sistemas que el austriaco Ludwig von Bertalanffy desarrolló, en los años veinte del pasado siglo, para las ciencias biológicas.  Es decir, que los procedimientos analíticos de investigación aplicados por las ciencias, de los cuales la agronomía es un claro ejemplo, son en exceso reduccionistas, puesto que tienden a despreciar las interacciones que se producen entre las partes que constituyen el objeto de estudio. Tal reducción sólo sería posible si no existiesen interacciones, o si éstas fueran tan débiles que pudiésemos despreciarlas por su escasa influencia.
Junto a la visión holística veamos qué otros elementos han colaborado en la gestación de esta ciencia. Según Susanna Hecht, la Agroecología incorpora un enfoque de la agricultura más ligado al medioambiente y más sensible socialmente; centrado no sólo en la producción sino también en la sostenibilidad ecológica del sistema de producción.  Respecto a la agronomía clásica en la agroecología se introducen tres elementos que resultan claves: la preocupación medioambiental, el enfoque ecológico y la preocupación social.
La preocupación ambientalista surge a raíz de la constatación de los efectos que sobre el medioambiente está produciendo la generalización de un modelo de agricultura química, que se fundamenta en el uso intensivo del terreno de cultivo, en una alta incorporación de insumos y, por tanto, de energía. La visión ecológica se basa en considerar los terrenos de cultivo como unos ecosistemas, dentro de los cuales también tienen lugar los procesos ecológicos que suceden en las formaciones vegetales no cultivadas. Si para la ecología el objeto de estudio es el ecosistema, para la agroecología su objeto ha de ser el agrosistema —o agroecosistema—; el cual puede ser definido como un conjunto de componentes físicos y sociales, unidos o relacionados de manera tal que forman una unidad, un todo cuyo objetivo básico no es otro que la producción de alimentos de manera sustentable. Esta visión interesa especialmente a la creciente agricultura ecológica, convirtiéndose así la Agroecología en el referente de quienes practican ese modo de producir alimentos. La perspectiva social, económica, política y cultural, se incorpora en la agroecología al constatar que en la agricultura los factores socioeconómicos y políticos, influyen decisivamente en las estrategias y decisiones de los agricultores.
Igualmente en la definición de esta nueva ciencia influyeron de manera importante los trabajos desarrollados desde las perspectivas de la Antropología y la Geografía, para describir y analizar las prácticas agrícolas de los pueblos indígenas y los campesinos tradicionales y, en especial, para desentrañar cuál era la lógica que se aplicaba en estos agrosistemas, basándose para ello en la recuperación de la tradición oral. Los sistemas tradicionales mostraban una preocupación por el uso de los recursos para la subsistencia no centrándose en exclusiva dentro del campo de cultivo, sino manejando a la perfección las interacciones dentro del propio.

## Fundamentos de aplicación
El enfoque de la agricultura convencional siempre ha buscado incrementar la producción de cosechas agrícolas sin considerar las consecuencias posteriores sobre el ambiente en el que se practica. Así ocurre, por ejemplo, con la labranza intensiva del suelo, práctica de monocultivo, uso indiscriminado de fertilizantes sintéticos, el control químico de plaga y arvenses, uso intensivo de agua de pozos profundos para la agricultura y la manipulación genética, entre otras prácticas de la agricultura moderna.
Los agroecologistas no siempre están de acuerdo acerca de lo que la agroecología es o debería ser, a largo plazo. Diferentes definiciones del término agroecología se pueden distinguir en gran medida por la especificidad con la que se define el término «ecología»; así, la agroecología es definida por la OCDE como «el estudio de la relación de los cultivos agrícolas y el medio ambiente». Y es de las que más se adecua en todos los enfoques a lo que es la agroecología.
Estas son prácticas promovidas y aplicadas bajo el enfoque de la agricultura tradicional. No se debe descuidar y negar que la aplicación de las prácticas e innovaciones tecnológicas convencionales incremente la producción agrícola, pero tampoco se puede negar que su práctica en actividades agrícolas deteriora los recursos naturales en forma considerable y ocasionalmente irreversible.
El deterioro de la cubierta vegetal, la erosión del suelo (eólica, hídrica, de fertilidad), el incremento de la salinidad de los suelos, disminución considerable de los mantos freáticos, la pérdida de diversidad agrícola biológica y genética, la resistencia constante de plagas y enfermedades agrícolas, el azolve de presas, las inundaciones naturales, la eutrofización de lagos y la contaminación del aire, son algunas de las múltiples consecuencias de la agricultura basada en agroquímicos y en el uso de grandes cantidades de energía.
Ante los múltiples factores negativos de la agricultura convencional, emerge la concepción de la agroecología, y la tecnología de la agricultura ecológica, que promueve la producción agrícola conservando los recursos naturales elementales de la producción de alimentos tales como el suelo, agua y biodiversidad. Estas acciones se basan en el respeto a las comunidades rurales (quienes aportan el material genético mejor adaptado a las condiciones locales) y a los principios éticos y humanos en la realización de estas actividades.
La agricultura ecológica, como puesta en práctica de la ciencia agroecológica, puede ser altamente productiva y a su vez sostenible en producción y conservación a largo plazo con la finalidad de poder solventar el abastecimiento de alimentos a una creciente población humana. En esta perspectiva, el diseño y manejo de agroecosistemas sostenibles no puede ni debe abandonar las prácticas convencionales sino que debe considerar las prácticas tradicionales para justificar su sostenimiento. Se trata de diseñar científicamente nuevas concepciones y tecnologías agrícolas, sobre la base de los métodos y conocimientos ecológicos actuales y los principios tradicionales de conservación de los recursos naturales que muchas comunidades rurales tienen y en las que cubren sus necesidades alimentarias sin requerir grandes insumos externos en su ciclo productivo. En concordancia con esto Gliessman menciona que La agroecología debe integrar ciencia, tecnología y práctica, y los movimientos para el cambio social.
Los países europeos, seguidos por otros altamente industrializados tales como Estados Unidos y Australia, han implementado algunos principios agroecológicos en sus políticas de desarrollo agrícola pero no han sido de mucho impacto debido a empresas fabricantes de semillas transgénicas, agrotóxicos y demás componentes químicos orientados a la práctica de la agricultura convencional a gran escala tales como Monsanto, Río Tinto Alcan, entre otras, han ejercido mucha presión para promocionar un modelo de agricultura industrializada convencional de alto impacto ambiental, y pese a que se ha comprobado la nocividad de sus productos para el ser humano y para los suelos, incluso con prohibiciones de distribución en países como Francia, aún continúan expendiendo sus productos altamente tóxicos en países de Asia y Latinoamérica, donde actualmente las tendencias agroecológicas están tomando nueva fuerza, oponiendo resistencia al uso de estos productos que en muchos países como Paraguay, están poniendo en peligro de extinción semillas originarias y milenarias de la región del Mato Grosso y la Cuenca del Río Paraná.

## Principios agroecológicos

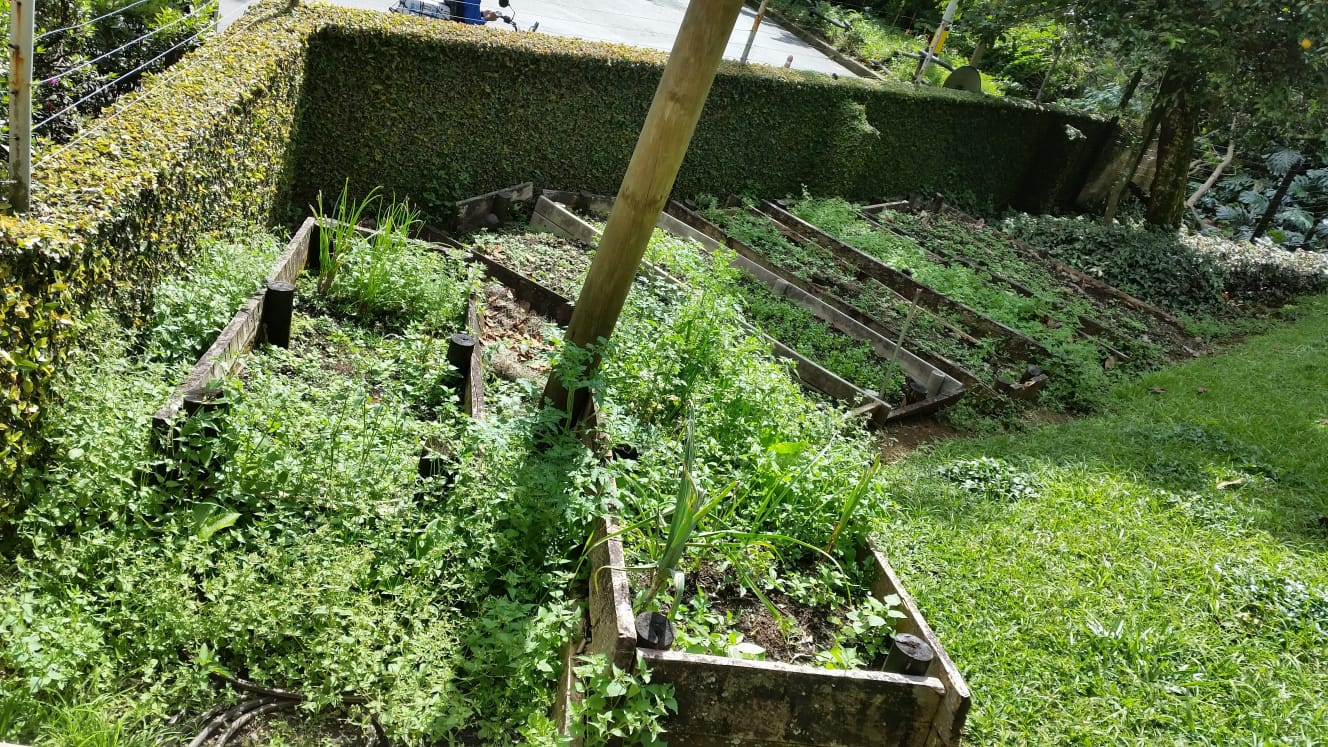
Ejemplo de huerta ecológica en un Colegio que sirve para enseñar y también para producir pequeñas hortalizas, ayudando a la comunidad educativa.

La agroecología no facilita recetas, ni paquetes técnicos, ni normas, ni prescripciones. Se basa en la aplicación de cinco principios básicos: reciclaje, eficacia, diversidad, regulación, y sinergias. La elección de las prácticas de gestión y de las tecnologías para la aplicación de estos principios es siempre específica al lugar, determinada por un contexto socioecológico concreto. La falta de normas y sistemas de certificación diferencia a la agroecología de la agricultura orgánica. La FAO además, encuentra diez elementos claves para la agroecología entre los cuales encontramos la diversidad, creación conjunta e intercambio de conocimientos, sinergias, eficiencia, reciclaje, resiliencia, valores humanos y sociales, cultura y tradiciones alimentarias, gobernanza responsable, y economía circular y solidaria.
Adaptabilidad: que consiste en no modificar el sitio de cultivo para tratar de satisfacer las necesidades de las especies, sino, usar una estrategia de adaptación del potencial biológico y genético de estas a las condiciones del lugar.
Reciclaje natural: para asegurar condiciones de suelo favorables aumentando la actividad biótica, la disponibilidad y aporte de nutrientes y la retención de humedad, a través del manejo de la materia orgánica, reciclado de biomasa y aumento de la cobertura.
Preservación: para asegurar mucho más la salud del agroecosistema en su totalidad, que el producto de un sistema de cultivo en particular. Aumentando las interacciones biológicas y las sinergias entre los componentes de la biodiversidad promoviendo procesos y servicios ecológicos claves.
Racionalidad tecnológica: para eliminar progresivamente el uso de insumos  externos sintéticos que tienen el potencial de dañar el ambiente, e ir hacia el  uso de insumos de origen natural y fuentes renovables de energía, tanto para el aporte nutricional como para el manejo de plagas, enfermedades y arvenses.
Restauración Ecológica: según la Sociedad Internacional para la Restauración Ecológica,  consiste en «asistir a la recuperación de ecosistemas que han sido degradados, dañados o destruidos, en la agroecología se puede utilizar técnicas que ayuden a recuperar espacios que fueron dañados por la agricultura convencional los cuales utilizaron agroquímicos, usando la ciencia como parámetro principal buena labranza, abonos orgánicos, simbiosis entre plantas.